# Perm-Trias-udslettelsen
Perm-Trias-udslettelsen var en masseudslettelse, der fandt sted ved overgangen mellem de geologiske perioder Perm og Trias, dvs. for 252 millioner år siden. Det var den alvorligste udslettelse i jordens historie, som førte til, at op mod 96 % af alle havlevende arter og 70 % af dem, der levede på landjorden, uddøde. Det er desuden den eneste kendte masseudryddelse af insekter.  57 % af alle familier og 83 % af alle slægter blev dræbt. Da der var tabt så megen biodiversitet, tog det væsentligt længere for livet på jorden at komme sig efter denne end efter nogen anden masseudryddelse. Man har kaldt hændelsen for "alle masseudryddelsers moder".
Forskere har skiftevis hævdet, at der var fra én til tre adskilte toppe eller faser i udslettelsen. Der har været foreslået flere mulige mekanismer bag udslettelsen (eller udslettelserne).
- Den første fase skyldtes sandsynligvis en gradvis ændring af miljøet. Blandt de gradvise ændringer kan nævnes ændring i havniveauet, ilttab i havet, øget tørke,[11] og ændringer i havstrømmene på grund af klimaforandringer.
- Den sidste fase anses for at være fremkaldt af katastrofe. Blandt mulighederne har man nævnt et eller flere nedslag af store meteoroider, en voldsom forøgelse af vulkanaktiviteten i Sibirien, se de sibiriske trapper og en pludselig frigivelse af metanhydrater fra havbunden.

Nye omfattende fund af fossiller ved Meishan i Kina er blevet undersøgt grundigt og dateret nøjagtigt. Masseuddøen startede for
251.941.000 år siden (plus/minus 37.000 år) og sluttede for 251.880.000 år siden (plus/minus 31.000 år) og varede således 60.000 år. Den nøjagtige tidsfæstelse gør det muligt at kæde masseuddøen sammen med en forøgelse af atmosfærens indhold af kuldioxid, en temperaturstigning på ti grader og en forsuring af oceanerne.

## Eksterne links
- Earth's Greatest Killer Finally Caught. Livescience
- Jordens største masseudryddelse... Videnskab.dk